# Любиме
Люби́ме — село в Україні, у Довжанській міській громаді Довжанського району Луганської області. Населення становить 241 особу.
Знаходиться на тимчасово окупованій території України.

## Географія
Географічні координати: 47°52' пн. ш. 39°27' сх. д. Часовий пояс — UTC+2. Загальна площа села — 17,2 км².
Село розташоване у східній частині Донбасу за 54 км від міста Довжанська. Найближча залізнична станція — Довжанська, за 55 км.

## Історія
Лібенталь/Libental (Любимська; також Тернова) до 1917 року — Область Війська Донського, Таганрозький округ, Бобриківська волость; у радянський період — Ровеньківський та Дмитрівський райони. Католицьке село, засноване в 1885 році за 25 км на південний схід від Ровеньків. Знаходилась католицький прихід Новочеркаськ-Вайцендорф. Молитовний будинок. Землі 952 десятин у користуванні німецької общини, на 1915 рік 33 подвір'я. Паровий млин. Школа. 
7 (20) листопада 1917 року, відповідно до Третього Універсалу Української Центральної Ради, увійшло до складу Української Народної Республіки.  
Колгосп «Моргенрот» (1930).
1945 року стала хутором. Статус села — з 1954 року.
12 червня 2020 року, відповідно до Розпорядження Кабінету Міністрів України № 717-р «Про визначення адміністративних центрів та затвердження територій територіальних громад Луганської області», увійшло до складу Довжанської міської територіальної громади.
19 липня 2020 року, в результаті адміністративно-територіальної реформи та ліквідації  колишніх Довжанського (1938—2020) та Сорокинського районів, увійшло до складу новоутвореного Довжанського району.

## Населення
За статистичні даними 1915 року населення складало 222 мешканці.
За даними перепису 1926 року населення складало 449 — з них 423 німці.
За статистичні даними 1941 року — 570.

### Мова
Розподіл населення за рідною мовою за даними перепису 2001 року:
| Мова       | Кількість | Відсоток |
| ---------- | --------- | -------- |
| українська | 205       | 85.06%   |
| російська  | 36        | 14.94%   |
| Усього     | 241       | 100%     |

За даними перепису 2001 року населення села становило 241 особу, з них 85,06 % зазначили рідною мову українську, а 14,94 % — російську.

## Пам'ятки
На території села знаходиться братська могила радянських воїнів.